# Business Software Alliance
A Business Software Alliance (BSA) a világ legnagyobb forgalmú szoftvergyártóit tömörítő szervezet. 1988-ban alapították, fő tevékenysége a jogosulatlan szoftverfelhasználás elleni küzdelem. Működését a tagok bevételével arányos tagdíjakból, illetve a megnyert vagy megegyezéssel lezárt kártérítési perekből finanszírozza. Magyar leányszervezete az 1994-ben alakult BSA Magyarország (ritkán használt teljes nevén „Business Software Alliance Magyarország Üzleti Szoftverszövetség a Jogtiszta Szoftvert Használó Magyarországért”).
A szervezet honlapja szerint
A Business Software Alliance (BSA) a biztonságos és jogtiszta digitális világ érdekében tevékenykedő, legjelentősebb világszervezet. A BSA a világ kereskedelmi szoftver iparát képviseli a kormányok felé és a nemzetközi piacon. (…) A BSA feladata, hogy a fogyasztóknak a szoftvergazdálkodásról, a szerzői jogi védelemről, a kiberbiztonságról, a kereskedelemről, az e-kereskedelemről és az internettel kapcsolatos egyéb témakörökről adjon tájékoztatást.
Az USA-ban bejegyzett szervezet jelenlegi elnöke Robert Holleyman. A hazai képviselet (rövid nevén BSA Magyarország) főtitkára Sebők Erzsébet, sajtószóvivője Sarlós Gábor, jogi képviselője Ormós Zoltán. A magyarországi szervezet elérhetősége az utóbbi években korlátozottá vált, jelenlegi státusza bizonytalan.
A BSA célja, hogy a szoftvergyártók elérjék azt, hogy az általuk gyártott szoftvereket az adott cégek megvásárolják, illetve legálisan használják. Ehhez természetesen tájékoztatást is adnak, vagy az adott gyártó márkaképviseletéhez irányítanak.

## Működése
A szervezet szerint tevékenységük a szerzői jogokat sértő programfelhasználás visszaszorítása a tájékoztatás eszközeivel, illetve a – tagjaik számára – jogi konzultációs lehetőség biztosítása.
Ezen tevékenységük mellett sokkal nagyobb súlyt látszik kapni az, hogy jogi eszközökkel biztosítsák azt, hogy tagjaik bevételei minél magasabbak legyenek (vagy más nézőpontból minél kevesebb legyen a jogtalan felhasználás miatti bevételkiesésük), és nem támogatják az amúgy jogtiszta, de nem tagjaik bevételeit növelő megoldásokat. Egyik fő tevékenységük a jogtalan felhasználás „magánúton” való ellenőrzése, a jogtalan felhasználókkal való alkuk létrehozása, vagy ezek feljelentése és a rendőrségi eljárás szakértői támogatása.
2007 tavaszán egy BSA–APEH megállapodás alapján egy képzéssorozatot tartottak az APEH-alkalmazottak számára.

## Kritikák
Többek véleménye szerint, megfogalmazott céljaikkal ellentétben saját és tagcégeik üzleti érdekeit előtérbe helyezik a „jogtiszta felhasználással” szemben: a BSA nem ajánl szabad szoftver vagy ingyenes termékeket, ezeket tájékoztatásaiban sem említi, és – természetesen – nem ajánl olyan termékeket sem, melyeket nem tagjai állítanak elő. „Tájékoztatási tevékenysége” során a hangsúly nem azon van, hogy hogyan lehetséges a jogszerűtlen felhasználást csökkenteni (például a drága szoftver-t megvenni nem képes felhasználók számára olcsóbb vagy ingyenes alternatívák ismertetése a kereskedelmi megoldások mellett). A felhasználókat „kriminalizálják” (híresek a bilincseket, fekete motívumokat és rácsokat használó plakát-formáik) és próbálják őket megfélemlíteni, és rávenni a tagjaik által forgalmazott termékek megvásárlására.
A BSA-t számos kritika érte a rendőrséggel való együttműködése miatt, amit egyesek összefonódásnak tartanak. Noha a szervezetnek nincs semmilyen hatósági jogosítványa, tagjai gyakran vesznek részt házkutatásokon és bírósági eljárásokban kirendelt szakértőként; illetve a számukra gyanús cégek ellen névtelen bejelentést tesznek. Egyes vádak szerint a rendőrség a BSA által felajánlott pénzjutalmaknak köszönhetően  túlzottan is készségesen reagál a BSA kéréseire.
Szintén sok kritika érte a szervezetet, megfélemlítő, bilinccsel, börtönnel fenyegető reklámkampányai miatt. Annak ellenére, hogy nincs hatósági jogosítványa, a BSA gyakran fenyegetően lépett fel azok ellen a cégek ellen, amik nem voltak hajlandóak önként együttműködni vele. A magyar BSA az APEH-hel kötött megállapodására hivatkozva burkoltan APEH-ellenőrzéssel is fenyegette az együtt nem működő cégeket. Ez ellen többek között a Magyar Demokrata Fórum is tiltakozott, és vizsgálatot kért a BSA ellen, az APEH pedig sajtóközleményben tiltakozott az ellen, hogy a BSA félrevezetően állítja be a megállapodást, ami valójában semmiféle többletjogot nem ad neki. Korábban a PSZÁF is közleményben hangsúlyozta, hogy a BSA-nak nincs joga semmilyen vizsgálatot végezni, csak ha a cég ehhez önkéntesen hozzájárul.
Egyesek szerint a BSA valójában a Microsoft érdekeit védi, gyakran a többi tag érdekei ellenében is. Állítólag egyes jogsértésen ért cégek esetében a BSA azzal a feltétellel állt el a pertől, hogy a cég a Microsoft szoftvereire cseréli az általa korábban használtakat (köztük más BSA-tagok által árult szoftvereket is).
A BSA-t számos további okból is kritizálták: jogosulatlan adatkezeléssel vádolták, megkérdőjelezték felméréseik megalapozottságát, félretájékoztatónak és manipulatívnak nevezték a szoftverszabadalmak érdekében folytatott kampányukat, és elítélték azért, mert annak ellenére, hogy a jogtisztaság szószólójaként lép fel, maga sem mindig tartja tiszteletben mások szerzői jogait.
A BSA tevékenységét a közönség 2002-ben a magánszférát védő Technika az Emberért Alapítvány által rendezett szavazáson Nagy Testvér Díjjal ismerte el.

## Tagjai
A BSA globális, illetve stratégia-tanácsi tagjai:
- Adobe Systems
- Apple Computer
- Autodesk
- Avid
- Bentley Systems
- Borland
- Cadence Design Systems
- Cisco Systems
- CNC Software/Mastercam
- Dell
- Entrust
- HP
- IBM
- Intel
- Internet Security Systems
- The MathWorks
- McAfee
- Microsoft
- PTC
- RSA Security
- SAP AG
- SolidWorks
- Sybase
- Symantec
- UGS PLM Solutions Inc.
- Synopsys

A BSA Magyarország tagjai alapításkor (1994), illetve 2002-ben:
- 3Soft Kft.
- Adobe – Trans-Europe Kft.
- AutoDesk Magyarország
- Borland Magyarország
- Corel – Codra Kft.
- Ingram Micro Magyarország Kft.
- Lotus magyarország Kft.
- Microsoft Magyarország Kft.
- Novell Magyarország Kft.
- Számalk Rt.
- Symantec
- Walton Kft.